# 鴫原正世
鴫原 正世（しぎはら まさよ、1946年 - ）は、日本の教育者。 光塩学園女子短期大学の学長である。管理栄養士の肩書きをもっている。北海道網走市出身。

## 経歴
- 北海道札幌旭丘高等学校卒業
- 東京家政学院大学卒業後、フランスのパリにある料理学校で製菓を学ぶ。
- 1994年 50歳前に郡山女子大学大学院で修士を取得。
- 1998年 光塩学園女子短期大学の教授に就任する。
- 2001年 光塩学園女子短期大学の学長に就任し、現在にいたる[1][2]。

## 著書
- 『北国の調理学』南部静子と共著　ドメス出版 1997.4
- 『ライフステージの栄養学実習』 鈴木和枝ほか共著　ドメス出版 2001.10
- 『料理入門ブック』光塩学園編　北海道新聞社 2003.5
- 『基礎を学ぶ調理学実習』南部静子と共著　ドメス出版 2004.4
- 『新・ライフステージの栄養学実習』鈴木和枝ほか共著　ドメス出版 2011.4
- 『料理の基本ABC』光塩学園編　北海道新聞社 2012.4
- 『懐かしいけど新しい南部あき子のアイディア料理』南部静子と共著　北海道新聞社 2019.3

## 注
1. ↑  以上につき『懐かしいけど新しい南部明子のアイディア料理』奥付
2. ↑  以上につき『北海道人物・人材情報リスト　2004　か～と』2003.12

| スタブアイコン | サブスタブ | この項目は、まだ閲覧者の調べものの参照としては役立たない、人物に関連した書きかけの項目です。この項目を加筆・訂正などしてくださる協力者を求めています（P:人物伝/PJ:人物伝）。 |